# 実録・山陽道やくざ戦争 手打ち破り
実録・山陽道やくざ戦争 手打ち破り（じつろく・さんようどうやくざせんそう てうちやぶり）は、2001年12月21日発売の日本のオリジナルビデオ。村上和彦原案、大沢樹生主演。

## ストーリー
昭和54年、岡山県津山市。三代目山王会武田組津山支部副支部長 小原（武蔵拳）は、組長同士で決められた津山の仕切りを二代目貴山会系吉良組津山支部組員 高岡（崎山凛）が破ったことを知り、吉良組津山支部幹部 中本（武智大輔）を揺すり続けた。責任を感じた高岡は兄弟分の吉良組組員 角田（小林滋央）と小原を襲撃する。三代目山王会武田組組長 武田力也（大沢樹生）は二代目貴山会への報復を主張するが、三代目山王会執行部の説得により報復を断念し手打ちに応じた。しかし、この手打ちのために奔走した三代目山王会舎弟 宮（小林勝彦）の義侠心による一言が、更なる事件を引き起こすことになろうとはこのとき誰も予想だにしなかったのである・・・。

## キャスト
- 三代目山王会会長 竜造寺誠道：室田日出男
- 三代目山王会若頭 谷健組組長 谷岡健三：山本昌平
- 三代目山王会舎弟 宮会会長 宮禎之：小林勝彦
- 三代目山王会筆頭若頭補佐 山辰組組長 山脇辰一：稲健二
- 三代目山王会若頭補佐 鴨井組組長 鴨井茂雄：島田洋八
- 三代目山王会若頭補佐 剛真会会長 中浜勝義：村上竜司
- 三代目山王会若頭補佐 武田組組長 武田力也：大沢樹生
- 三代目山王会武田組副組長兼岡山支部長 武田勝(武田力也の実弟)：石橋保
- 三代目山王会武田組若頭兼津山支部長 石本昭男：大和武士
- 三代目山王会武田組幹部 津山支部 副支部長 小原義満：武蔵拳
- 三代目山王会武田組津山支部組員 岡田駿：赤松紘季
- 三代目山王会武田組津山支部組員 坂口貫太：真勝國之
- 三代目山王会直参 真田組組長 真田利雄：吉川銀二
- 三代目山王会直参 矢野組組長 矢野正次：河本タダオ
- 二代目梅山組系 新日本義勇団幹部 鳴戸剛：？
- 兵庫県警 刑事部捜査四課課長 警視 井上正満：本郷直樹
- 兵庫県警 刑事部捜査四課 警部 伊藤太一郎：高橋和興
- 関西親睦会加盟 二代目貴山会会長 神山裕樹：岡崎二朗
- 二代目貴山会理事長 大野英次：西守正樹
- 二代目貴山会理事 藤一郎：木村木
- 二代目貴山会系吉良組組長 吉良和也：？
- 二代目貴山会系吉良組津山支部幹部 中本明：武智大輔
- 二代目貴山会系吉良組津山支部組員 高岡紀夫：崎山凛
- 二代目貴山会系吉良組組員 角田真樹夫：小林滋央
- 広島 三代目侠栄会会長 矢田秀：川地民夫
- 三代目山王会直参 黒部組組長 黒部亮：高山登美男
- 三代目山王会直参 但馬組組長 但馬誠伍：朝日完記
- 三代目山王会直参 丸石一家木島組組員 三杉信治：大槻博之
- 三代目山王会直参 延岡組組長 延岡哲哉：？

ナレーション
- 朝日完記

## スタッフ
- 監督：酒井信行
- 製作：及川次雄
- 企画・制作：村上劇画プロ
- 原案：村上和彦
- プロデューサー：水野純一郎・渡来猛人・田中政裕
- キャスティングプロデューサー：藤原裕之（イップエンターテーメント）
- 脚本：旭井寧
- 監修：石原興
- 音楽：ミュージックデザイン
- 撮影：江原祥二
- 照明：土野宏志
- 美術：原田哲男
- 録音：河合博幸
- 装飾：鎌田康男
- 編集：園井弘一
- 調音：上床隆幸
- 効果：藤原誠
- 監督：井上昌典
- ガンエフェクト：栩野幸知
- 刺青：ふがく工房
- 装置：新映美術工芸
- 小道具：高津商会
- 持道具：京阪商会
- 衣裳：松竹衣裳
- 美粧：八木かつら
- 現像：IMAGICAウェスト
- フィルム：日本コダック
- VTR編集：キッズカンパニー
- 車輌協力：梅プロ
- 題字：村上和彦
- 製作協力：松竹京都映画
- 製作・発売：「手打ち破り」映画製作委員会
- 販売：ミュージアム

## ソフト
- 実録・山陽道やくざ戦争 手打ち破り（VHS：2001年12月21日）DVD：2014年11月7日